# Mesto Tampere
Mesto Tampere est un club finlandais de volley-ball fondé en 2013 et basé à Tampere, évoluant pour la saison 2015-2016 en LML.

## Effectifs

### Saison 2015-2016
| No                                     | Nom                                    | Date de naissance                      | Taille                         | Poids                          | Poste                          |
| -------------------------------------- | -------------------------------------- | -------------------------------------- | ------------------------------ | ------------------------------ | ------------------------------ |
| 1                                      | Nette Peitin                           | 27 mars 1992                           | 178                            |                                | Réceptionneuse-attaquante      |
| 2                                      | Venla Huurne                           | 13 mai 1997                            | 178                            |                                | Passeuse                       |
| 4                                      | Emilia Kuuppo                          | 4 janvier 1996                         | 179                            |                                | Réceptionneuse-attaquante      |
| 5                                      | Noora Rautio                           | 25 novembre 1992                       | 180                            | 59                             | Passeuse                       |
| 6                                      | Laura Mäkikalli                        | 27 mai 1991                            | 183                            |                                | Centrale                       |
| 7                                      | Saara Lepistö                          | 2 juin 1994                            | 182                            | 68                             | Centrale                       |
| 8                                      | Emma Mutka                             | 14 avril 1997                          | 173                            | 60                             | Libero                         |
| 9                                      | Johanna Siuro                          | 14 février 1983                        | 179                            |                                | Attaquante                     |
| 10                                     | Sanna Häkkinen                         | 19 mars 1990                           | 174                            | 55                             | Libero                         |
| 12                                     | Essi Tukia                             | 11 avril 1998                          | 192                            |                                | Centrale                       |
| 14                                     | Mila Viljanen                          | 4 septembre 1996                       | 178                            |                                | Passeuse                       |
|                                        |                                        |                                        |                                |                                |                                |
| Encadrement technique                  | Encadrement technique                  |                                        | Légende                        | Légende                        | Légende                        |
| Entraîneur : Viktor Circhenko          | Entraîneur : Viktor Circhenko          | Entraîneur : Viktor Circhenko          | : Capitaine                    | : Capitaine                    | : Capitaine                    |
| Entraîneur(s) adjoint(s) : Jani Huurne | Entraîneur(s) adjoint(s) : Jani Huurne | Entraîneur(s) adjoint(s) : Jani Huurne | : Joueuse blessée actuellement | : Joueuse blessée actuellement | : Joueuse blessée actuellement |